# Fernanda Young
Fernanda Maria Young de Carvalho Machado (Niterói, 1 de mayo de 1970-Paraisópolis, 25 de agosto de 2019), más conocida como Fernanda Young, fue una escritora, guionista, presentadora y actriz brasileña.

## Biografía
Su formación literaria se constituyó en parte durante el cruce de la bahía de Guanabara en transbordadores o autobuses. Se dedicó a los libros en busca de la mejora, la influencia y la distracción. Interrumpió sus estudios después de graduarse de la escuela primaria, y luego se graduó de la escuela secundaria a través de un suplemento de seis meses. Asistió a la Facultad de Artes de la Universidad Federal Fluminense, sin graduarse. Todavía estudiaría periodismo en el Colegio Hélio Alonso y, después de mudarse a São Paulo y comenzar su carrera de escritora, se convertiría en estudiante de Radio y Televisión en FAAP, pero no terminaría ninguno de los cursos. Fernanda habría jurado nunca pisar un campus universitario después de los experimentos, pero posteriormente asistió a Bellas Artes en FAAP.
En 1995 fue guionista del programa de televisión A Comédia da Vida Privada, de Rede Globo. Al año siguiente, Fernanda lanzó su primera novela, Vergonha dos Pés, que cuenta con más de quince números. Al año siguiente lanzó À Sombra de Vossas Asas, que cuenta la historia de amor, obsesión y venganza entre el fotógrafo Rigel (que reaparece en el libro de Aritmética) y la aspirante a top model Catarina, que tenía los derechos adquiridos por un productor de Hollywood interesado en hacer una película de historia.
Al principio, los libros de Fernanda tuvieron una buena exposición en los medios debido a su personalidad peculiar, sus declaraciones controvertidas, su obsesión con la cultura pop y su aspecto, generalmente con cabello corto, grandes tatuajes y, por un tiempo, ostentosas pulseras de baquelita.
En 1998 lanzó la novela Carta para Alguém Bem Perto, seguida de As Pessoas dos Livros (2000). En 2001, después del lanzamiento de su cuarta novela, O Efeito Urano, Fernanda reanudó su carrera de escritor de televisión con Os Normais. La serie se emitirá durante dos años en Rede Globo y culminará en un largometraje, lanzado en 2003. Fernanda también participaría en los guiones de la pintura Supersincero (2005) en el programa Fantastic y la serie Minha Nada Mole Vida en 2006.
Entre 2002 y 2003, Young coorganizó, junto a Rita Lee, Monica Waldvogel y Marisa Orth, el programa femenino de Saia Justa en el canal de cable GNT. Sus siguientes libros, la novela Aritmética y la compilación poética Dor do Amor Romântico, se publicaron respectivamente en 2004 y 2005. Escribió una columna mensual en la revista Claudia. Anunció en el canal GNT el programa Irritando Fernanda Young, programa de entrevistas de celebridades de 2006 a 2010. En mayo de 2012, el programa Confissões do Apocalipse se estrena en GNT, siguiendo la línea de entrevistas con personas conocidas, pero en el contexto de la Predicción maya del fin del mundo el 21 de diciembre de 2012, la fecha de su última exhibición.
En 2013, escribió y actuó como una de las protagonistas de la serie Surtadas na Yoga, con trece episodios en la primera temporada. La serie cuenta la historia de tres mujeres, Jessica (Fernanda Young), Ana Maria (Flávia Bottle) y Marion (Anna Sophia Folch) que hacen yoga para «lidiar con la locura del mundo, y su propia locura». Debido al éxito y al crecimiento del 115% en la audiencia de GNT en abril de 2014, la segunda temporada se lanzó con trece episodios más. En octubre de 2014, después de tres temporadas, la serie fue cancelada.
Fue nominada dos veces a la mejor comedia en los premios Emmy Internacional por la serie Separação?! (Rede Globo, 2010) y Como Aproveitar o Fim do Mundo (Rede Globo, 2012).
Fernanda Young posó desnuda para la edición brasileña de la revista Playboy, lanzada en noviembre de 2009.
En mayo de 2015, lanzó su undécimo libro y la segunda poesía de su carrera, titulada "A Mão Esquerda de Vênus", de Editora Globo. El lanzamiento tuvo lugar en la Galería Vermelho en São Paulo.
Y sería en la nueva versión de TV Mulher con un estreno programado para el 31 de mayo de 2016 en Canal Viva.
Lanzó su último trabajo literario, "Estragos", en octubre de 2016. El libro, que ofrece dieciocho cuentos inéditos del artista, escritos entre 1987 y 1995, desde los dieciséis hasta los veintitantos años, la invita a conocer el icono de mujer joven, buscando entre las palabras, sintonizando al escritor que conocemos hoy.
Fernanda Young publicaría una nueva obra, Ainda Nada de Novo, programada para el 12 de septiembre en el Centro Cultural de São Paulo. La obra tiene un tema homogéneo y estaría protagonizada por ella y su homónima, la actriz Fernanda Nobre. Justo antes de la muerte de Fernanda Young, Veja SP publicó una historia anunciando el evento.

## Vida personal
En 1990 comenzó una relación con el guionista y escritor Alexandre Machado y se casaron en 1993. Juntos tuvieron gemelas, Cecilia Madonna y Estela May, nacidas el 19 de marzo de 2000, mediante cesárea, en Río de Janeiro. En 2007, nuevamente embarazada de una niña, sufrió un aborto espontáneo a los cuatro meses de gestación. Muy afectada por el episodio, decidió, de acuerdo con su esposo, ingresar a la línea de adopción, en paralelo con un tratamiento de fertilización, pero que no tuvo éxito. En 2010 pudo adoptar dos niños: Catarina Lakshimi, nacida el 10 de noviembre de 2008, y John Gopala, nacido el 21 de julio de 2009.
En entrevistas reveló que era una niña muy deprimida, pero sin ninguna causa; eso la entristecía constantemente. A la edad de diez años se cortó las muñecas, pero solo comenzó el tratamiento psicoterapéutico a los trece años, cuando fue diagnosticada de dislexia. También reveló que fue violada a la edad de dieciséis años por su primer novio, y esto fue un trauma que la hizo abandonar la escuela y quedar aislada. Solo a los veinticuatro años regresó a la escuela y terminó la escuela secundaria, al mismo tiempo que le diagnosticaron depresión y comenzó el tratamiento con antidepresivos y ansiolíticos, medicamentos que tomó durante más de diez años. Con todo, decidió mantener una vida saludable sin medicación, regresar a la terapia, practicar ejercicio físico y meditación, lo que alivió los síntomas de su depresión. Católica de nacimiento, en 1996 se convirtió al hinduismo.

## Muerte
Fernanda sufría de asma desde su infancia; siempre recibió tratamiento, pero debido a una crisis asmática repentina y severa, murió el 25 de agosto de 2019, a los 49 años. La artista se hospedaba en el lugar de su familia en Gonçalves, Minas Gerais, donde siempre los visitaba y descansaba en medio de la naturaleza. Después de estar enferma y desmayarse en su habitación, llamaron a la ambulancia, que la llevó al hospital más cercano, ubicado en la ciudad de Paraisópolis, y murió de un paro respiratorio, que causó un paro cardíaco durante la noche, poco más de una hora después de su estadía en la UCI. La escritora fue enterrada en el cementerio de Congonhas, en el sur de São Paulo, una ciudad donde vivió durante quince años.